# The White Dove
The White Dove is een Amerikaanse dramafilm uit 1920 onder regie van Henry King.

## Verhaal
De arts Sylvester Lanyon hoort van een stervende vriend dat zijn overleden vrouw hem bedroog. Hij is zo ontgoocheld in de wereld dat hij alle banden verbreekt met zijn vader Matthew en met zijn vriendin Ella en vervolgens naar Londen vertrekt. Een jaar later komt hij erachter dat Ella op het punt staat te trouwen met de smiecht Roderick Usher, die de toestemming daarvoor verkregen heeft door afpersing. Sylvester steekt een stokje voor de bruiloft door een vervalste cheque van Roderick te onderscheppen. Terug thuis komt hij erachter dat Roderick eigenlijk een zoon is van zijn vader uit een vorig huwelijk. Uiteindelijk vergeeft hij hen allemaal en hij begint een nieuw leven met Ella.

## Rolverdeling
| Acteur              | Personage        |
| ------------------- | ---------------- |
| H.B. Warner         | Sylvester Lanyon |
| James O. Barrows    | Matthew Lanyon   |
| Claire Adams        | Ella De Fries    |
| Herbert Greenwood   | Ebenezer Usher   |
| Donald MacDonald    | Roderick Usher   |
| Virginia Lee Corbin | Dorothy Lanyon   |
| Ruth Renick         | Constance Lanyon |